# Порт Джабаль-Али
Джабаль-Али — один из крупнейших портов мира, расположенный в эмирате Дубай, в Объединённых Арабских Эмиратах.
Построен в 1976—1979 годах и является самым крупным из портов, построенных человеком.
В 2007 году порт обслужил 8696 судов с общей грузоподъёмностью 227 894 526 тонн.
Вход в порт и одна гавань с глубиной до 17 метров. В порт могут заходить суда до 545 тысяч тонн грузоподъёмности и до 414 метров в длину.
Порт состоит из четырёх частей:
- Контейнерный Терминал Мегамакс с причалом 1200 метров длиной.
- Внешняя гавань, в которой находятся 4 причала для танкеров.
- Северная гавань назначена для танкеров и генеральных грузов.
- Южная гавань для генеральных грузов (в том числе и замороженных) и ро-ро.

В порт Джабаль Али постоянно заходят судна американского военного флота.